# Masters de Cincinnati 1990
El Abierto de Cincinnati 1990 (también conocido como Thriftway ATP Championships por razones de patrocinio) fue un torneo de tenis jugado sobre pista dura. Fue la edición número 91 de este torneo. El torneo masculino formó parte de los Super 9 en la ATP. Se celebró entre el 11 de agosto y el 17 de agosto de 1990.

## Campeones

### Individuales masculinos
Stefan Edberg vence a  Brad Gilbert, 6–1, 6–1.

### Dobles masculinos
Darren Cahill /  Mark Kratzmann vencen a  Neil Broad /  Gary Muller, 7–6, 6–2.
| Predecesor: Cincinnati 1989 | Masters de Cincinnati 1990 | Sucesor: Cincinnati 1991 |